# Marcenod
Marcenod là một xã trong tỉnh Loire miền trung nước Pháp.